# Limpach, Luxemburg
Limpach är en ort i Luxemburg.   Den ligger i distriktet Luxemburg, i den sydvästra delen av landet, 12 kilometer sydväst om huvudstaden Luxemburg. Limpach ligger 318 meter över havet och antalet invånare är 254.
Terrängen runt Limpach är platt, och sluttar österut.  Runt Limpach är det ganska tätbefolkat, med 214 invånare per kvadratkilometer.. Närmaste större samhälle är Luxemburg, 12,3 kilometer nordost om Limpach. 
Omgivningarna runt Limpach är en mosaik av jordbruksmark och naturlig växtlighet.